# آپرانگا
آپرانگا (انگلیسی: Apranga) شرکت پوشاک لیتوانیایی است، که در سال ۱۹۹۳ تأسیس شد.